# Franco Fontana (partigiano)
Franco Fontana (Camugnano, 17 marzo 1929 – Bologna, 10 luglio 2024) è stato un partigiano italiano, staffetta della Brigata Stella Rossa e testimone degli eccidi dell'Appennino Emiliano del settembre-ottobre 1944 (Strage di Marzabotto).

## Biografia
Cresciuto a Lagaro, dopo lo scoppio della Seconda guerra mondiale si trasferì con la famiglia nei pressi di Vado di Monzuno.
Nel 1944, grazie al suo lavoro di fattorino per la ditta Stiem di Bologna, venne incaricato dai vertici della Brigata Stella Rossa, guidata da Mario Musolesi (il Lupo) e di cui face parte anche il fratello maggiore Sergio, di fungere da collegamento tra il capoluogo e le formazioni operanti nella montagna.
Dopo una serie di missioni, la mattina del 29 settembre, con i tedeschi che avevano appena avviato le operazioni di rastrellamento che avrebbero portato alla Strage di Marzabotto, salvò il fratello e un altro partigiano gravemente feriti in uno scontro a fuoco. Fontana riuscì a trasportare i due fino a un rifugio oltre il fiume Setta, guadato a fatica dopo molte ore di cammino, e sopravvisse in tal modo agli eccidi compiuti dai tedeschi fino al 5 ottobre.
Giunte in paese le truppe Alleate (9 ottobre), con i genitori e gli altri civili superstiti venne trasferito a Firenze, Castiglion Fiorentino, Santa Maria degli Angeli e infine al campo profughi allestito a Cinecittà.
A Vado, dove rientrò dopo la fine della guerra, Fontana ritrovò il fratello Sergio; il 13 maggio tornò a casa anche un altro fratello, Walter, precedentemente deportato a Dachau dopo essere stato catturato dai tedeschi sul fronte jugoslavo.
Lo stesso giorno, tuttavia, il camion alleato con a bordo il resto della famiglia Fontana in direzione di Vado, ebbe un incidente stradale in cui morirono il fratello minore Dario ed entrambi i genitori. Solo alcune settimane dopo il fratello Sergio si tolse la vita dopo essere rimasto gravemente mutilato da una mina.
Da allora, Franco Fontana fu testimone instancabile delle atrocità della seconda guerra mondiale e degli eccidi di Marzabotto, e fino all'ultimo collaborò con la Scuola di Pace di Monte Sole. La sua esperienza venne trascritta nel volume La staffetta. Le guerre non finiscono mai (2007).
Morì a Bologna il 10 luglio 2024 all'età di 95 anni.